# Рандоннёр

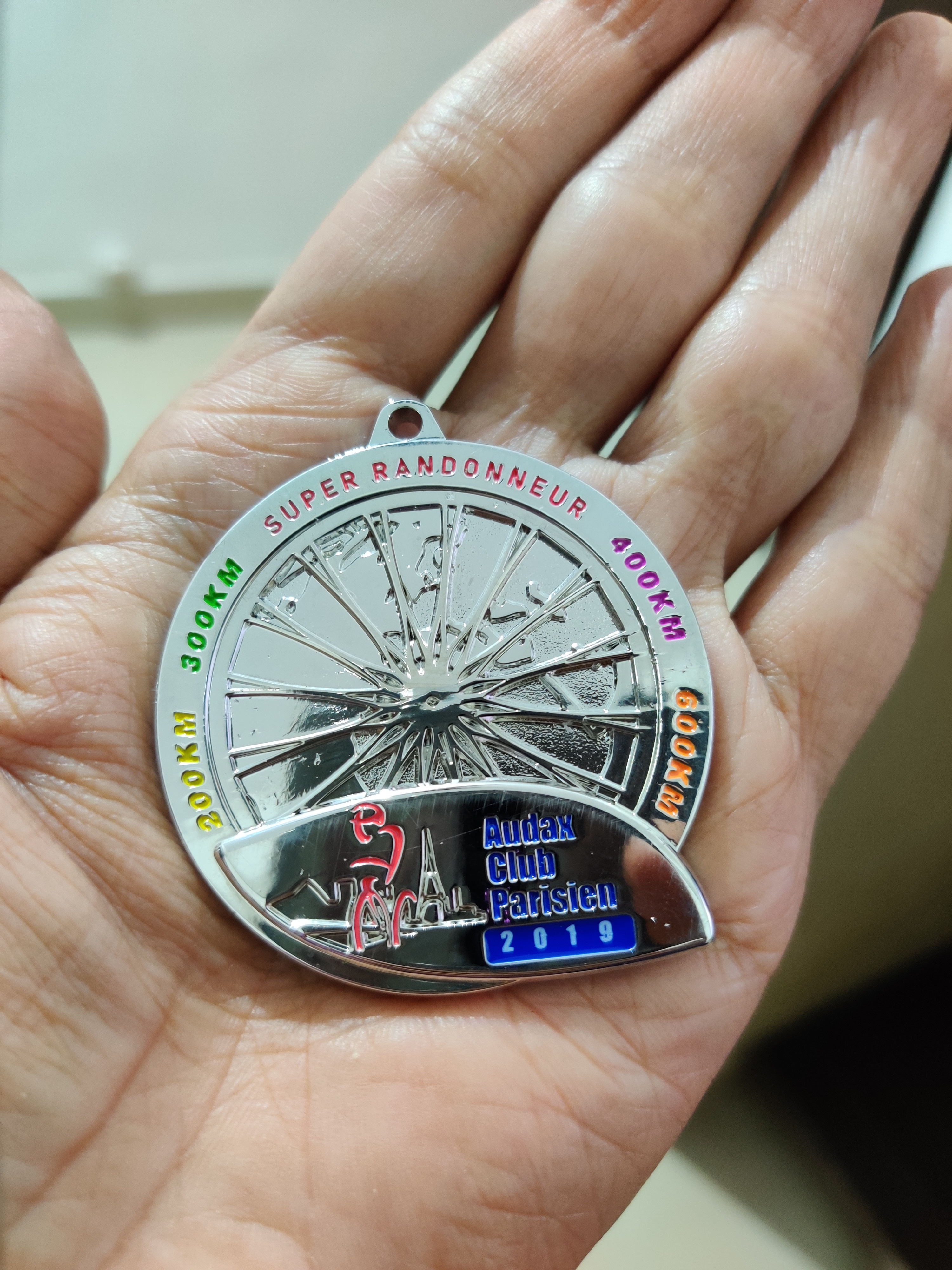
Медаль «Суперрандоннёр», полученная в 2019 году

Рандоннёр (фр. randonneur от randonnée — «долгая прогулка») — велосипедист, принимающий участие в специальных заездах, известных как бреветы (квалификационные шоссейные заезды).
Бревет — организованный зачётный, с лимитом времени и заранее определёнными контрольными точками, велозаезд на длинную дистанцию. Стандартными дистанциями являются 200, 300, 400, 600, 1000 и 1200 км.
Велосипедист, проехавший в зачётное время в течение одного сезона бреветы на 200, 300, 400 и 600 км, получает звание суперрандоннёр и имеет право на получение памятной медали от французского клуба Audax Club Parisien. (Любая пройденная дистанция (200,300,400,600 км) дает  возможность участнику заказать памятную медаль из Франции за ее прохождение)

## Знаменитые бреветы
Большинство бреветов организуются локальными сообществами, однако существует ряд классических популярных престижных маршрутов, привлекающих участников из многих стран.

### Париж — Брест — Париж
Веломарафон протяжённостью около 1200 км проводится с 1891 года и проходит один раз в четыре года. Начинавшийся как событие для профессионалов, с 1931 года бревет проводился для трёх групп участников: профессионалы, одиночки (Allure libre) и группы (Audax). Это старейший веломарафон, который всё ещё проводится.

## Российские рандоннёры
В России действует Общество российских велосипедистов-марафонцев «Российские рандоннёры». В состав общества ОРВМ «РР» входят более 30 клубов из различных регионов России.